# تيم هاوس
تيم هاوس (بالإنجليزية: Tim Hawes)‏ هو كاتب أغاني ومنتج أسطوانات بريطاني، ولد في 30 أبريل 1965.

## وصلات خارجية
- تيم هاوس على موقع ميوزك برينز (الإنجليزية)
- تيم هاوس على موقع ديسكوغز (الإنجليزية)